# Woiwodschaft Gnesen

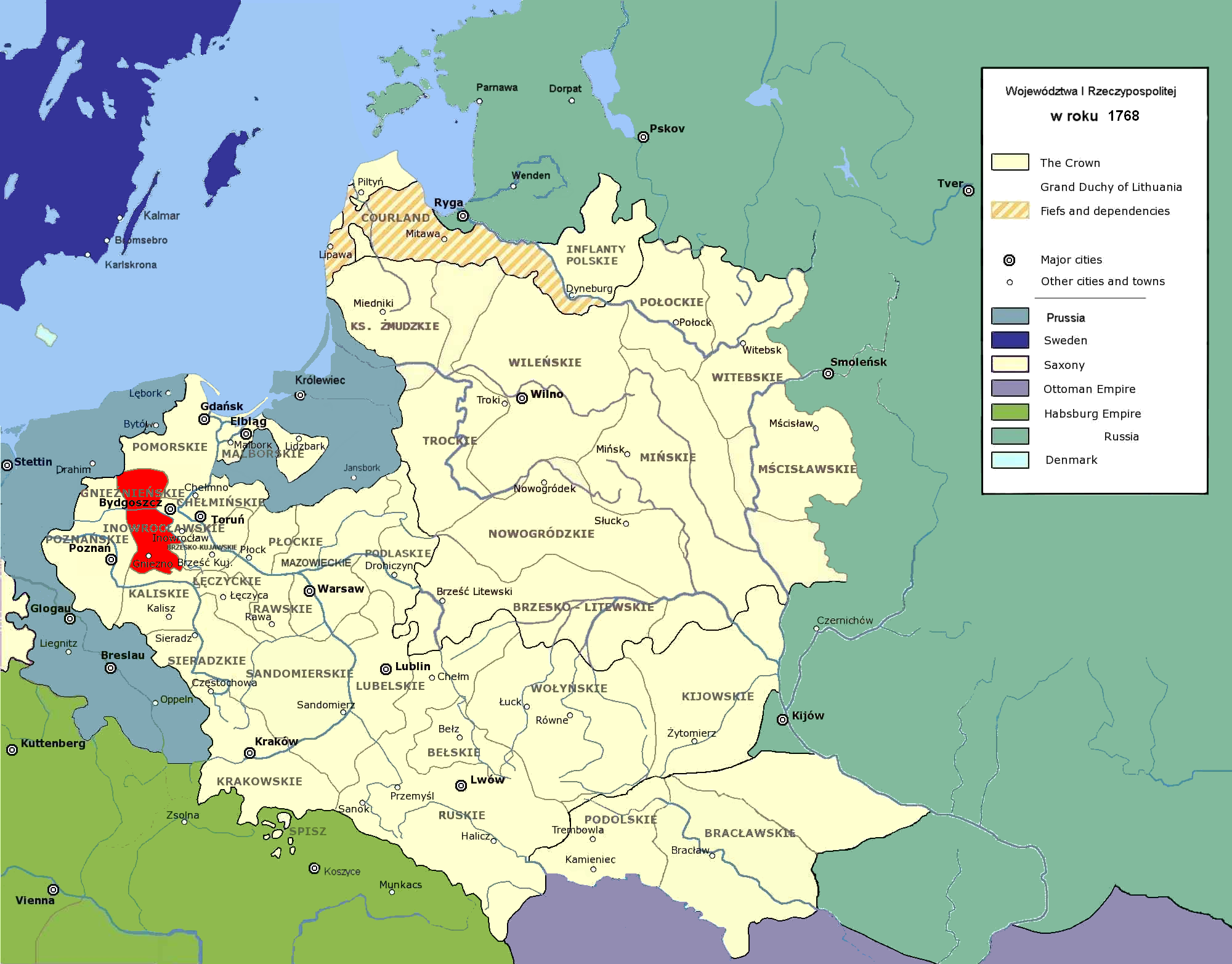
Die Woiwodschaft Gnesen (rot) im Königreich Polen-Litauen

Die Woiwodschaft Gnesen (polnisch Województwo Kaliskiej) war eine Verwaltungseinheit in der großpolnischen Provinz als Teil des Königreiches Polen beziehungsweise Polen-Litauens. Sie bestand vom Jahr 1768 bis 1793. Sitz des Woiwoden war die Stadt Gnesen.
Die Woiwodschaft entstand 1768 durch die Teilung der Woiwodschaft Kalisz aus deren nördlichen Teil. Der Sejmik traf sich in Koło. Die Woiwodschaft gehörte zur Provinz Großpolen. Ihr Gebiet macht heute den nördlichen Teil des Territoriums der Woiwodschaft Großpolen. Die Woiwodschaft wurde in drei Kreise getrennt. Im Zuge der zweiten polnischen Teilung 1793 ging das Gebiet mit einer Fläche von 7 660 km² und um 67.266 Einwohnern zur Provinz Südpreußen.